# Língua crioula indo-portuguesa de Korlai
O português de Korlai é uma língua crioula baseada no português, falado por cerca de 1.000 cristãos em uma área isolada ao redor da aldeia de Korlai no Distrito de Raigad do estado de Maarastra, na Índia. Mais comumente, a linguagem é conhecida como crioulo português de Korlai, português de Korlai ou No Ling ("nossa linguagem" no próprio idioma).

## Distribuição e número de falantes
Tudo do que se sabe sobre a história e a gramática da No Ling pode ser encontrado no livro de 1996 A Gênese de uma Língua: Formação e Desenvolvimento do português de Korlai escrito por J. Clancy Clements. A vila fica na foz do rio Kundalika, em frente as ruínas de um grande forte português, que está localizado no Revdanda. A No Ling tem certas semelhanças com o língua cristã, falado na cidade malaia de Malaca. Até o século XX, Korlai, e os seus habitantes cristãos, e sua língua eram relativamente isolados dos hindus e muçulmanos de língua marata. Desde 1986, existe uma ponte sobre o rio Kundalika, por causa da indústria que avançou agora para a área.
Enquanto muitos nativos frequentemente erradamente sentem-se que os habitantes de Korlai são "indianos do oriente", porém, não é de todo verdade. A descendência luso-indiana de Korlai é, na realidade, uma progênie dos soldados portugueses que se casaram com as nativas, bem como um pequeno grupo de mulheres de Goa que casaram-se com portugueses. Seus costumes e tradições, indicam a mesma, embora o traje (que teriam adotado mais tarde) é mais um indicativo do maior fato da fácil mistura com a população local. Então, basicamente os cristãos de Korlai não são e não devem ser confundidos com indianos de Mumbai/Baçaim (Vasai).

## Breve comparação entre o português e o Crioulo de Korlai
| Português                                                  | Crioulo de Korlai                                |
| ---------------------------------------------------------- | ------------------------------------------------ |
| Muito obrigado                                             | Muit'obrigad                                     |
| Eu                                                         | Yo                                               |
| Vós                                                        | Wo                                               |
| Você                                                       | Usé                                              |
| Ele/ela                                                    | El                                               |
| Nós                                                        | No                                               |
| Vós outros                                                 | Udzó                                             |
| Eles outros                                                | Eló                                              |
| Um, dois, três, quatro, cinco, seis, sete, oito, nove, dez | ũ, doy, tre, kwat, sink, sey, set, oyt, nob, dey |
| Primeiro, Segundo                                          | Primer, Sigun                                    |
| Toda a gente come e bebe com fartura                       | Tud gent cumen beben tem fart                    |

Crioulo de Korlai:
Maldita Maria Madulena,

Maldita firmosa,

Ai, contra ma ja foi um Madulena,

Vastida de mata!
Tradução para o português:
Maldita Maria Madalena,

Maldita Formosa,

Ai, contra Minha Vontade foi uma Madalena,

Vestida de mata!